# Geoffrey William Lloyd
Geoffrey William Geoffrey-Lloyd, baron Geoffrey-Lloyd (ur. 17 stycznia 1902, zm. 12 września 1984 w hrabstwie Kent), brytyjski polityk, członek Partii Konserwatywnej, minister w pierwszym rządzie Harolda Macmillana.
Wykształcenie odebrał w Harrow School oraz w Trinity College na uniwersytecie Cambridge. W 1925 r. został przewodniczącym Cambridge Union Society. W 1924 r. bez powodzenia startował w wyborach do Izby Gmin z okręgu South East Southwark. W 1929 r. również bez sukcesów startował w okręgu Birmingham Ladywood. W 1926 r. został prywatnym sekretarzem ministra lotnictwa Samuela Hoare'a. W latach 1929–1931 był prywatnym sekretarzem Stanleya Baldwina.
Lloyd dostał się do Izby Gmin w 1931 r. wygrywając wybory w okręgu Birmingham Ladywood. W latach 1931–1935 był parlamentarnym prywatnym sekretarzem Stanleya Baldwina. W 1935 r. został parlamentarnym podsekretarzem stanu w ministerstwie spraw wewnętrznych. W latach 1939–1940 był sekretarzem ds. kopalń., a następnie sekretarzem ds. ropy naftowej. W 1942 r. został parlamentarnym sekretarzem w ministerstwie paliwa i mocy. W 1945 r. był przez krótki czas ministrem informacji. Od 1943 r. był członkiem Tajnej Rady. Równocześnie w latach 1939–1945 był przewodniczącym Oil Control Board.
Okręg Birmingham Ladywood Lloyd reprezentował do porażki w wyborach parlamentarnych 1945 r. W latach 1946–1949 zasiadał w zarządzie BBC. W 1950 r. powrócił do Izby Gmin jako reprezentant okręgu Birmingham King's Norton. Od 1955 r. reprezentował Sutton Coldfield. W latach 1951–1955 był ministrem paliwa i mocy, a w latach 1957–1959 ministrem edukacji.
W 1974 r. został kreowany parem dożywotnim jako baron Geoffrey-Lloyd i zasiadł w Izbie Lordów. Zmarł w 1984 r.